# Mikhaïl Kritchman
Mikhaïl Kritchman (Михаил Владимирович Кричман), né à Moscou le 17 juin 1967, est un directeur de la photographie russe.

## Biographie
Mikhaïl Kritchman a reçu le Prix Osella à la Mostra de Venise 2010 pour le film Le Dernier Voyage de Tanya (Овсянки), également connu sous le titre Silent Souls, d'Alekseï Fedortchenko. Il est par ailleurs chef opérateur de tous les films d'Andreï Zviaguintsev depuis son premier long-métrage Le Retour (Возвращение) en 2003, pour lequel il reçoit le Prix de la Guilde des historiens et critiques de cinéma à Moscou.
En 2017, il remporte le prix de la meilleure photographie pour Faute d'amour à la 30e cérémonie des prix du cinéma européen.

## Filmographie
- 2002 : Nebo. Samolyot. Devushka., de Vera Storozheva
- 2003 : Le Retour (Возвращение), d'Andreï Zviaguintsev
- 2005 : Familles à vendre (Бедные родственники), de Pavel Lounguine
- 2007 : Le Bannissement (Изгнание), d'Andreï Zviaguintsev
- 2009 : Apocrypha, d'Andreï Zviaguintsev
- 2010 : Le Dernier Voyage de Tanya (Овсянки), d'Alekseï Fedortchenko
- 2011 : Elena (Елена), d'Andreï Zviaguintsev
- 2013 : Zimniy put, de  Liubov Lvova et Sergei Taramaev
- 2014 : Léviathan (Левиафан), d'Andreï Zviaguintsev
- 2014 : Mademoiselle Julie (Miss Julie), de Liv Ullmann
- 2016 : Podarok Very, de Fernando Vallejo
- 2016 : Le Testament caché (The Secret Scripture) de Jim Sheridan
- 2017 : Faute d'amour (Нелюбовь) d'Andreï Zviaguintsev
- 2024 : The End de Joshua Oppenheimer
- 2024 : Vermiglio ou La Mariée des montagnes (Vermiglio) de Maura Delpero